# Fuji Speedway
Fuji Speedway er et japansk motorsportsanlæg, beliggende ved foden af bjerget og vulkanen Fuji, ved byen Oyama i præfekturet Shizuoka. Banen har siden 2000 været ejet af Toyota Motor Corporation. Fire gange, og senest i 2008, er Japans Grand Prix i Formel 1-serien blevet kørt på banen.

## Historie
Fuji Speedway Corporation blev etableret i 1963 som Japan NASCAR Corporation. Først var det planlagt at bygge en fire km lang ovalbane til NASCAR-løb. Projektet blev ikke fuldført, da der ikke var nok penge i kassen. Kun det første sving på den ovale bane blev bygget. Mitsubishi Estate købte banen i oktober 1965.
Der blev bygget en ny bane, hvor rester fra den gamle er med. Fuji-banen blev indviet i december 1965, og viste sig hurtig at være farlig. Der var flere ulykker på banen, og der blev bygget en ny sektion for at modvirke problemet, og det resulterende i en 4,359 km lang bane, der var langt mere vellykket end den første.
Fuji Speedway blev en del af Formel 1, og vært for det Japans Grand Prix i slutningen af 1976-sæsonen.
Ved det andet løb på banen i 1977, var Gilles Villeneuve involveret i en ulykke, der dræbte to tilskuere. Derefter gik der 10 år, før Japan blev en del af Formel 1 igen, men denne gang var Suzuka-banen vært for løbet. Fuji vendte ikke tilbage til Formel 1 før 2007.
Toyota købte i 2000 hele baneanlægget, og begyndte en omfattende renovering af Fuji Speedway. I 2003 lukkede man banen, der efterfølgende fik nyt layout ved hjælp af den tyske arkitekt Hermann Tilke. Den 10. april 2005 blev banen genåbnet.
30. september 2007 blev der for første gang i 29 år kørt et Formel 1-grand prix på Fuji. På løbsdagen var der meget kraftig regn og tåge, og de første 19 omgange blev kørt bagved safety car, med Lewis Hamilton som en senere vinder. Året efter vandt Fernando Alonso på Fuji. Dette blev også sidste Formel 1-løb på Fuji, da Toyota ikke ville ofre pengene på arrangementet, og det Japanske Grand Prix rykkede permanent tilbage til Suzuka-banen.

## Vindere af Formel 1 på Fuji
| År   | Vinder          | Konstruktør      | Tid           | Banelængde | Runder | Fart         | Dato          |
| ---- | --------------- | ---------------- | ------------- | ---------- | ------ | ------------ | ------------- |
| 1976 | Mario Andretti  | Lotus-Ford       | 1:43:58,860 t | 4,359 km   | 73     | 183,615 km/t | 24. oktober   |
| 1977 | James Hunt      | McLaren-Ford     | 1:31:51,680 t | 4,359 km   | 73     | 207,840 km/t | 23. oktober   |
| 2007 | Lewis Hamilton  | McLaren-Mercedes | 2:00:34,579 t | 4,563 km   | 67     | 152,130 km/t | 30. september |
| 2008 | Fernando Alonso | Renault          | 1:30:21,842 t | 4,563 km   | 67     | 202,790 km/t | 12. oktober   |